# イランの首相の一覧
イランの首相の一覧では、イラン立憲革命の1907年の創設から、1989年の憲法改正で首相職が廃止されるまでのイランの首相を示す。

## イランの首相（1907年 - 1989年）

### ガージャール朝期（1907年 - 1925年）
| 氏名                                                           | 就任           | 退任           | 政党         |
| -------------------------------------------------------------- | -------------- | -------------- | ------------ |
| アミール・ミールザー・アリー・アスガル・ハーン                 | 1907年5月1日   | 1907年8月31日  |              |
| ミールザー・ナスロッラー・ハーン                               | 1907年9月9日   | 1907年9月13日  |              |
| アボルガーセム・ハーン・ガレグーズルー（第1次）                | 1907年10月25日 | 1907年12月21日 |              |
| ホセインゴリー・ハーン・マーフィー                             | 1907年12月21日 | 1908年5月      |              |
| モルタザーゴリー・ハーン・ヘダーヤト                           | 1908年5月      | 1908年6月7日   |              |
| アミール・モスタファーゴリー・ハーネ・ガージャール・ゴユンルー | 1908年6月17日  | 1909年4月29日  |              |
| カームラーン・ミールザー・ナーイェボッサルタネ                 | 1909年4月29日  | 1909年5月      |              |
| サアドッドウレ（第1次）                                        | 1909年5月      | 1909年7月16日  |              |
| アボルガーセム・ハーン・ガレグーズルー（第2次）                | 1909年7月16日  | 1909年10月6日  |              |
| モハンマド・ヴァリー・ハーン・トネカーボニー （第1次）         | 1909年10月6日  | 1910年7月      | 立憲運動     |
| モストウフィヨルママーレク（第1次）                            | 1910年7月      | 1911年7月19日  |              |
| モハンマド・ヴァリー・ハーン・トネカーボニー（第2次）          | 1911年7月19日  | 1912年7月26日  | 立憲運動     |
| ナジャフ・ゴリー・ハーン （第1次）                             | 1911年7月26日  | 1912年12月23日 | 立憲運動     |
| サアドッドウレ （第2次）                                       | 1912年12月23日 | 1913年1月11日  |              |
| ミールザー・モハンマド・アリー・ハーン                         | 1913年1月11日  | 1914年7月1日   |              |
| モストウフィヨルママーレク （第2次）                           | 1914年7月1日   | 1915年2月      |              |
| アブドルホセイン・ミールザー・ファルマーンファルマー （第1次） | 1915年2月      | 1915年4月      |              |
| モストウフィヨルママーレク （第3次）                           | 1915年4月      | 1915年7月      |              |
| アブドルマジード・ミールザー （第1次）                         | 1915年7月      | 1915年8月18日  |              |
| モストウフィヨルママーレク （第4次）                           | 1915年8月18日  | 1915年12月25日 |              |
| アブドルホセイン・ミールザー・ファルマーンファルマー （第2次） | 1915年12月25日 | 1916年3月      |              |
| モハンマド・ヴァリー・ハーン・トネカーボニー （第3次）         | 1916年3月      | 1917年7月      | 立憲運動     |
| モストウフィヨルママーレク （第5次）                           | 1917年7月      | 1917年12月     |              |
| アブドルマジード・ミールザー （第2次）                         | 1917年12月     | 1918年5月      |              |
| ナジャフゴリー・ハーン （第2次）                               | 1918年5月      | 1918年8月      | 立憲運動     |
| ミールザー・ハサン・ハーン・ピールニヤー （第1次）             | 1918年8月      | 1920年10月     |              |
| ファトホッラー・ハーン・アクバル                               | 1920年10月     | 1921年2月21日  |              |
| セイイェド・ズィヤーオッディーン・タバータバーイー             | 1921年2月21日  | 1921年6月4日   | ヴァタン党   |
| アフマド・ガヴァーム （第1次）                                 | 1921年6月4日   | 1921年10月12日 | イラン民主党 |
| ショウオッサルタネ                                             | 1921年10月12日 | 1922年1月20日  |              |
| ミールザー・ハサン・ハーン・ピールニヤー （第2次）             | 1922年1月20日  | 1922年6月11日  |              |
| アフマド・ガヴァーム （第2次）                                 | 1922年6月11日  | 1923年1月30日  | イラン民主党 |
| モストウフィヨルママーレク （第6次）                           | 1923年1月30日  | 1923年6月15日  |              |
| ミールザー・ハサン・ハーン・ピールニヤー （第3次）             | 1923年6月15日  | 1923年10月28日 |              |
| レザー・ハーン・サルダール・セパフ                             | 1923年10月28日 | 1925年11月1日  | 軍人         |

### パフラヴィー朝期（1925年 - 1979年）
| 氏名                                                             | 氏名 | 就任           | 退任           | 政党                                                      |
| ---------------------------------------------------------------- | ---- | -------------- | -------------- | --------------------------------------------------------- |
| モハンマド・アリー・フォルーギー （第1次）                       |      | 1925年11月1日  | 1926年6月13日  | 復興党                                                    |
| モストウフィヨルママーレク （第7次）                             |      | 1926年6月13日  | 1927年6月2日   |                                                           |
| マフディーゴリー・ハーン・ヘダーヤト                             |      | 1927年6月2日   | 1933年9月18日  |                                                           |
| モハンマド・アリー・フォルーギー （第2次）                       |      | 1933年9月18日  | 1935年12月3日  | 復興党                                                    |
| マフムード・ジャム                                               |      | 1935年12月3日  | 1939年10月26日 |                                                           |
| アフマド・マティーン・ダフタリー                                 |      | 1939年10月26日 | 1940年6月26日  |                                                           |
| アリー・マンスール （第1次）                                     |      | 1940年6月26日  | 1941年8月27日  |                                                           |
| モハンマド・アリー・フォルーギー （第3次）                       |      | 1941年8月27日  | 1942年3月9日   | 復興党                                                    |
| アリー・ソヘイリー （第1次）                                     |      | 1942年3月9日   | 1942年8月9日   |                                                           |
| アフマド・ガヴァーム （第3次）                                   |      | 1942年8月9日   | 1943年2月15日  | イラン民主党                                              |
| アリー・ソヘイリー （第2次）                                     |      | 1943年2月15日  | 1944年4月6日   |                                                           |
| モハンマド・サーエド （第1次）                                   |      | 1944年4月6日   | 1944年11月25日 |                                                           |
| モルテザーゴリー・バヤート                                       |      | 1944年11月25日 | 1945年5月13日  |                                                           |
| エブラーヒーム・ハキーミー （第1次）                             |      | 1945年5月13日  | 1945年6月6日   | 進歩党                                                    |
| モフセン・サドル（臨時代理）                                     |      | 1945年6月6日   | 1945年10月30日 | 社会党                                                    |
| エブラーヒーム・ハキーミー （第2次）                             |      | 1945年10月30日 | 1946年1月28日  | 進歩党                                                    |
| アフマド・ガヴァーム （第4次）                                   |      | 1946年1月28日  | 1947年12月18日 | イラン民主党                                              |
| レザー・サルダール・ファーヘル・ヘクマト                         |      | 1947年12月18日 | 1947年12月29日 | イラン民主党                                              |
| エブラーヒーム・ハキーミー （第3次）                             |      | 1947年12月29日 | 1948年6月13日  | 進歩党                                                    |
| アブドルホセイン・ハジール                                       |      | 1948年6月13日  | 1948年11月9日  |                                                           |
| モハンマド・サーエド （第2次）                                   |      | 1948年11月9日  | 1950年3月23日  |                                                           |
| アリー・マンスール （第2次）                                     |      | 1950年3月23日  | 1950年6月26日  |                                                           |
| ハージアリー・ラズムアーラー                                     |      | 1950年6月26日  | 1951年3月7日   | 軍人                                                      |
| ホセイン・アラー （第1次）                                       |      | 1951年3月12日  | 1951年4月30日  | 軍人                                                      |
| モハンマド・モサッデグ （第1次）                                 |      | 1951年4月30日  | 1952年7月17日  | 国民戦線                                                  |
| アフマド・ガヴァーム （第5次）                                   |      | 1952年7月17日  | 1952年7月22日  | イラン民主党                                              |
| モハンマド・モサッデグ （第2次）                                 |      | 1952年7月22日  | 1953年8月19日  | 国民戦線                                                  |
| ファズロッラー・ザーヘディー                                     |      | 1953年8月19日  | 1955年4月7日   | 軍人                                                      |
| ホセイン・アラー （第2次）                                       |      | 1955年4月7日   | 1957年4月3日   | 軍人                                                      |
| マヌーチェフル・エグバール                                       |      | 1957年4月3日   | 1960年8月31日  | 国民党                                                    |
| ジャアファル・シャリーフ・エマーミー （第1次）                   |      | 1960年8月31日  | 1961年5月5日   | 国民党                                                    |
| アリー・アミーニー                                               |      | 1961年5月5日   | 1962年7月19日  | イラン民主党                                              |
| アサドッラー・アラム                                             |      | 1962年7月19日  | 1964年3月7日   | 民衆党                                                    |
| ハサン・アリー・マンスール                                       |      | 1964年3月7日   | 1965年1月26日  | 新イラン党                                                |
| アミール・アッバース・ホヴェイダー （1965年1月27日まで臨時代理） |      | 1965年1月21日  | 1977年8月7日   | 新イラン党（1975年3月2日まで） 復活党（1975年3月2日以降） |
| ジャムシード・アームゼガール                                     |      | 1977年8月7日   | 1978年8月27日  | 復活党                                                    |
| ジャアファル・シャリーフ・エマーミー （第2次）                   |      | 1978年8月27日  | 1978年11月6日  | 復活党                                                    |
| ゴラーム・レザー・アズハーリー                                   |      | 1978年11月6日  | 1979年1月4日   | 軍人                                                      |
| シャープール・バフティヤール                                     |      | 1979年1月4日   | 1979年2月11日  | 国民戦線                                                  |

### イスラーム共和国（1979年 - 1989年）
| 氏名                                                   | 氏名 | 就任           | 退任           | 政党             |
| ------------------------------------------------------ | ---- | -------------- | -------------- | ---------------- |
| メフディー・バーザルガーン (暫定)                      |      | 1979年2月4日   | 1979年11月6日  | イラン自由運動   |
| イスラーム革命評議会（1979年11月6日 - 1980年8月12日）  |      |                |                |                  |
| モハンマド・アリー・ラジャーイー                       |      | 1980年8月12日  | 1981年8月4日   | イスラーム共和党 |
| モハンマド・ジャヴァード・バーホナル                   |      | 1981年8月4日   | 1981年8月30日  | イスラーム共和党 |
| モハンマド・レザー・マフダヴィー・キャニー（臨時代理） |      | 1981年9月2日   | 1981年10月31日 | イスラーム共和党 |
| ミールホセイン・ムーサヴィー                           |      | 1981年10月31日 | 1989年8月3日   | イスラーム共和党 |